# Layos
Layos é um município da Espanha na província de Toledo, comunidade autónoma de Castilla-La Mancha, de área 19 km² com população de 378 habitantes (2006) e densidade populacional de 18,75 hab/km².

## Demografia
| Variação demográfica do município entre 1991 e 2004 | Variação demográfica do município entre 1991 e 2004 | Variação demográfica do município entre 1991 e 2004 | Variação demográfica do município entre 1991 e 2004 |
| --------------------------------------------------- | --------------------------------------------------- | --------------------------------------------------- | --------------------------------------------------- |
| 1991                                                | 1996                                                | 2001                                                | 2004                                                |
| 275                                                 | 273                                                 | 312                                                 | 347                                                 |